# Махмуд, Хадж
Мохамед Бельхадж Махмуд (араб. محمد بلحاج محمود‎; род. 24 апреля 2000, Сус) — тунисский футболист, полузащитник клуба «Лугано» .  

## Клубная карьера
Махмуд — воспитанник клуба «Этуаль дю Сахель». 8 мая 2019 года в матче против «Митлави» он дебютировал в тунисской Лиге 1. 19 мая 2021 года в поединке против «Олимпик Беджа» Хадж забил свой первый гол за «Этуаль дю Сахель». Летом 2021 года Бен-Ромдан перешёл в швейцарского «Лугано», подписав контракт на четыре года. В матче против «Грассхоппера» он дебютировал в швейцарской Суперлиге. 7 ноября в поединке против «Лозанны» Хадж забил свой первый гол за «Лугано». В 2022 году он помог клубу завоевать Кубок Швейцарии.

## Достижения
Клубные
«Лугано»
- Обладатель Кубка Швейцарии: 2021/22